# Masziwka
Masziwka (ukr. Машівка) – osiedle typu miejskiego w obwodzie połtawskim Ukrainy, siedziba władz rejonu masziwskiego.
Status osiedla typu miejskiego posiada od 1971. W 1989 liczyła 4 307 mieszkańców, zaś w 2017 liczyła 3 786 mieszkańców.